# PPM1M
PPM1M (англ. Protein phosphatase, Mg2+/Mn2+ dependent 1M) – білок, який кодується однойменним геном, розташованим у людей на 3-й хромосомі. Довжина поліпептидного ланцюга білка становить 270 амінокислот, а молекулярна маса — 30 375.
| 10         |  | 20         |  | 30         |  | 40         |  | 50         |
| ---------- |  | ---------- |  | ---------- |  | ---------- |  | ---------- |
| MHLNGRCICP |  | SDPQFVEEKG |  | IRAEDLVIGA |  | LESAFQECDE |  | VIGRELEASG |
| QMGGCTALVA |  | VSLQGKLYMA |  | NAGDSRAILV |  | RRDEIRPLSF |  | EFTPETERQR |
| IQQLAFVYPE |  | LLAGEFTRLE |  | FPRRLKGDDL |  | GQKVLFRDHH |  | MSGWSYKRVE |
| KSDLKYPLIH |  | GQGRQARLLG |  | TLAVSRGLGD |  | HQLRVLDTNI |  | QLKPFLLSVP |
| QVTVLDVDQL |  | ELQEDDVVVM |  | ATDGLWDVLS |  | NEQVAWLVRS |  | FLPGNQEDPH |
| RYCSCWGPAW |  | AWVGASSKPK |  |            |  |            |  |            |

A: Аланін

C: Цистеїн

D: Аспарагінова кислота

E: Глутамінова кислота

F: Фенілаланін

G: Гліцин

H: Гістидин

I: Ізолейцин

K: Лізин

L: Лейцин

M: Метіонін

N: Аспарагін

P: Пролін

Q: Глутамін

R: Аргінін

S: Серин

T: Треонін

V: Валін

W: Триптофан

Кодований геном білок за функціями належить до гідролаз, протеїн-фосфатаз. 
Задіяний у такому біологічному процесі, як альтернативний сплайсинг. 
Білок має сайт для зв'язування з іонами металів, іоном магнію, іоном марганцю. 
Локалізований у ядрі.